# اریک میبیس
اریک مـِیبی‌یـِس (انگلیسی: Eric Mabius؛ زادهٔ ۲۱ آوریل ۱۹۷۱) یک هنرپیشه اهل ایالات متحده آمریکا است. وی از سال ۱۹۹۵ میلادی تاکنون مشغول فعالیت بوده است.

## گزیدهٔ نقش‌آفرینی‌ها

### سینما
- رزیدنت ایول: قصاص (۲۰۱۲)
- بدبو (۲۰۰۵)
- رزیدنت ایول: آخرالزمان (۲۰۰۴)
- رزیدنت ایول (۲۰۰۲)
- کلاغ: رستگاری (۲۰۰۰)
- غیرقابل قبول (۲۰۰۰)
- مقاصد بی‌رحمانه (۱۹۹۹)
- مرد منفی (۱۹۹۹)
- سگ‌های چمن (۱۹۹۷)

### تلویزیون
- دربه‌درها (۲۰۱۱)
- بتی بی‌ریخته (۲۰۱۰–۲۰۰۶)
- سی‌اس‌آی: میامی (۲۰۰۶)